# Duomo di Conegliano
Il Duomo di Conegliano è la chiesa più importante di Conegliano, in provincia di Treviso e diocesi di Vittorio Veneto; fa parte della forania di Conegliano.
Col suo alto campanile che svetta dietro le facciate della Contrada Granda, il Duomo costituisce un riferimento architettonico e religioso centrale; posto sul lato nord di via XX settembre, tra Porta Dante e Piazza Cima, l'edificio è inscindibile dalla Scuola dei Battuti, che è a tutti gli effetti parte integrante del complesso rinascimentale del Duomo, costituendo così un centro artistico che conserva opere pittoriche tra le più rilevanti dell'intero coneglianese.

## Storia

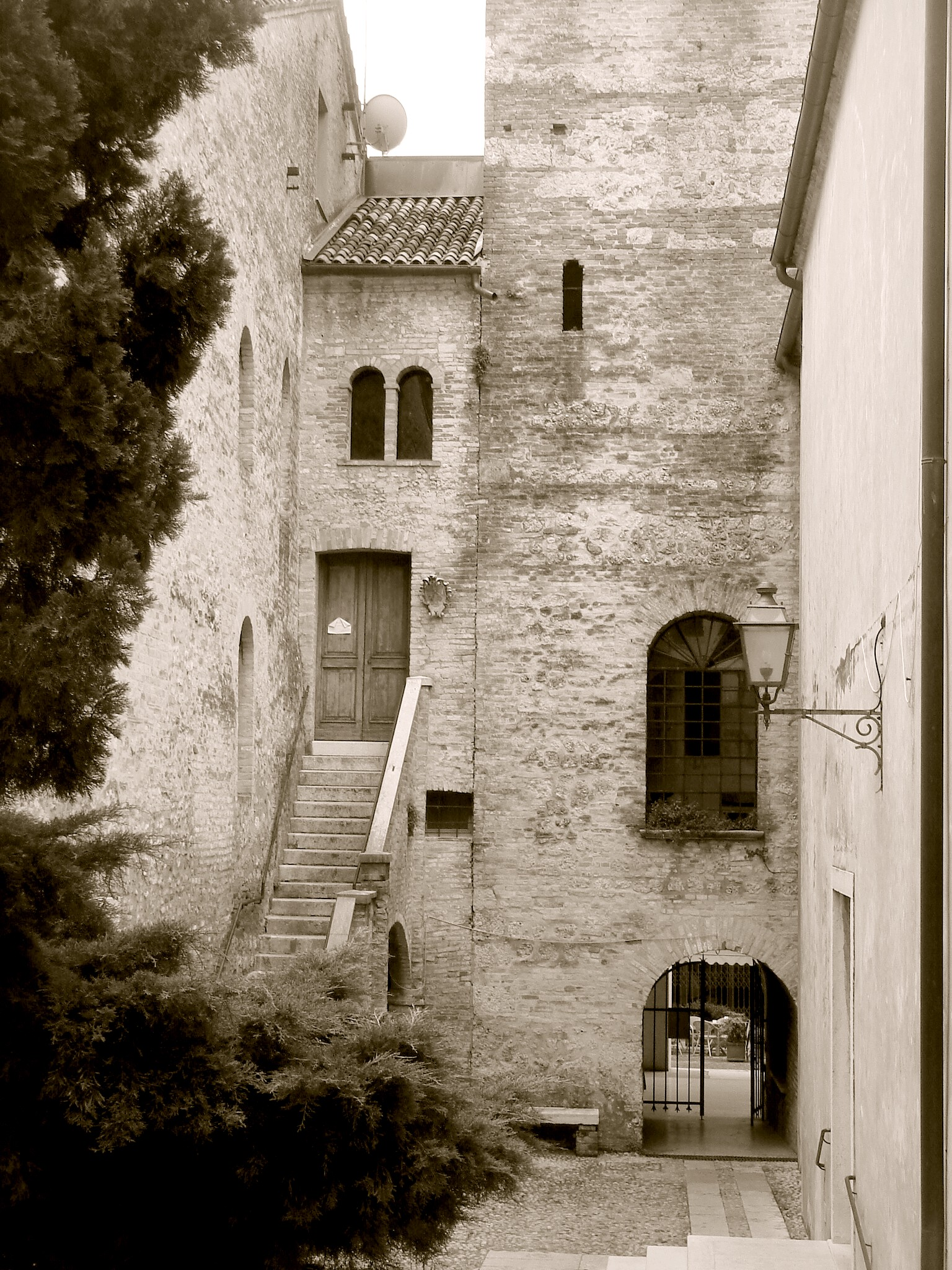
Scala d'accesso alla Sala dei Battuti, sotoportego del campanile e lato destro della chiesa

La chiesa, che nasce come Santa Maria dei Battuti nel XIV secolo e che fu consacrata il 5 giugno 1491, è dedicata oggi a Santa Maria Annunziata e al patrono della Città San Leonardo: intitolato a quest'ultimo, infatti, era stato l'antico Duomo ora non più esistente, che aveva sede sulla sommità del colle, nel complesso del castello (di cui era pieve già nell'XI-XII secolo), poi il titolo fu qui trasferito dopo il 1757.

## Esterno

### La chiesa
La facciata a salienti del Duomo, di cui spunta solo la sommità con la croce, è celata da uno dei palazzi più affascinanti della Contrada Granda, la Scuola dei Battuti, che con un ampio porticato ogivale e coperto da una travatura lignea consente l'accesso all'interno della chiesa.
Questo è possibile per mezzo del portale, posto centralmente, e raggiungibile attraverso sei gradini disposti in forma pentagonale: si tratta di un portone rettangolare ligneo di dimensioni medie, inserito in una cornice in pietra scolpita con motivi floreali. Sopra una spessa architrave, la cornice forma una lunetta, all'interno della quale è presente un affresco del Cinquecento, Madonna con Bambino, di Francesco Beccaruzzi, dipinto con tinte lievi: tale immagine, ben conservata, mostra, su sfondo neutro, la Vergine sorridente nell'atto di sorreggere, con entrambe le mani, il Bambin Gesù e attorniata da santi, intenti a assistere alla scena.
Sulla stessa parete sono presenti altri affreschi decorativi, dovuti alla mano di una coppia di artisti che operarono anche all'interno, Jacopo Collet da Arten e Desiderio da Feltre.
Ai lati della facciata, sono presenti due aperture a tutto sesto, attraverso le quali, passando per un sotoportego, si scorrono i lati esterni delle navate laterali: entrambi i passaggi sono dotati di cancelli, ma quello di destra è accessibile e conduce, passando attraverso la base del campanile, alla scala che porta alla Sala dei Battuti, nonché all'ingresso laterale destro della chiesa. Proseguendo il lieve dislivello che accompagna l'ascesa verso la parte absidale del Duomo, si arriva ad un secondo cancello, che consente di entrare in via Cima, quasi di fronte alla casa dell'artista.
L'abside, terminante in forma semicircolare, è inserita nei vecchi edifici della sacrestia, addossati soprattutto al lato destro del Duomo.

### Il campanile

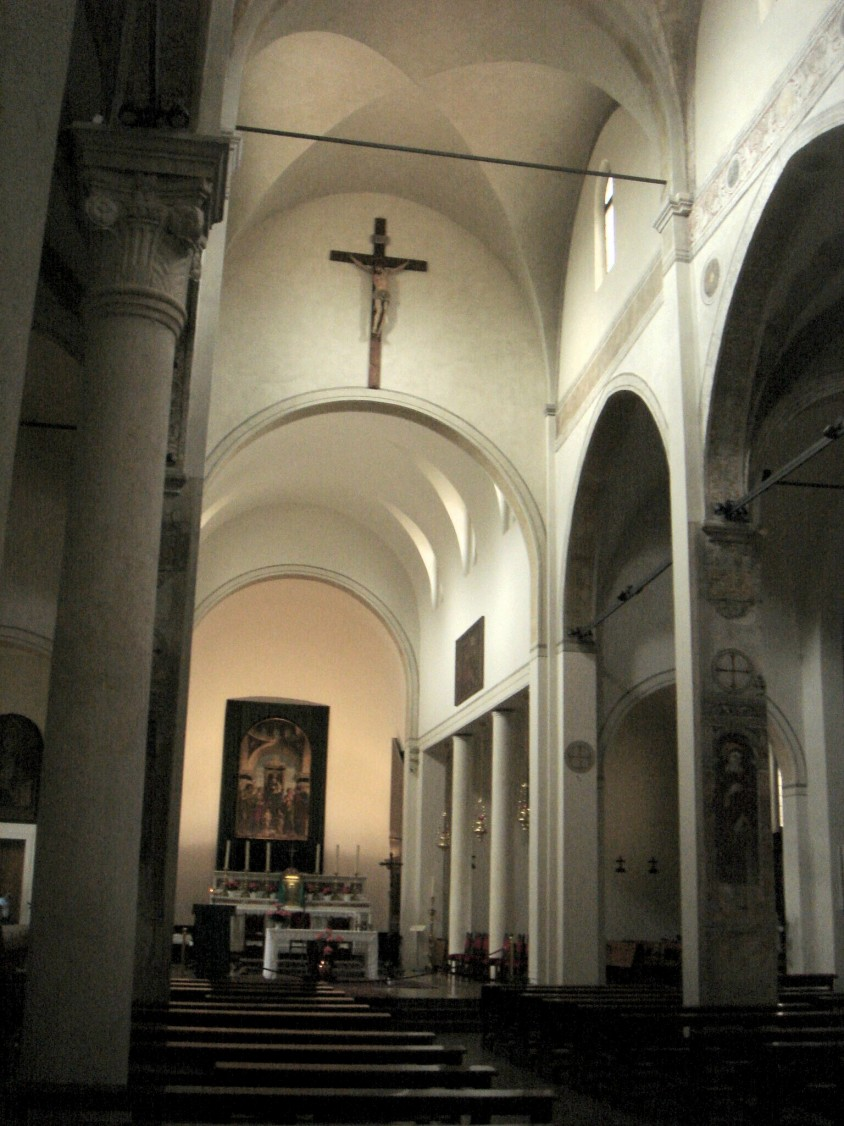
La navata centrale

Struttura risalente nelle sue parti essenziali al 1497, il campanile è una torre a pianta quadrata, con facce a mattoni e costruito a parete doppia. Esso culmina in una terrazza delimitata da balaustra, sopra la quale si erge una guglia a cipolla sviluppata in larghezza e terminante con una piccola lanterna sovrastata dalla croce (elementi di costruzione successiva all'originale quattrocentesco).
Le quattro facce del campanile, a livello della cella campanaria presentano tutte cinque fori, che conferiscono particolare eleganza: una trifora sostenuta da colonnine di ordine dorico con sopra due oculi. Sulla faccia sud, che dà sulla Contrada e sul centro, un grande quadrante contiene le lancette nere e, dipinto su sfondo giallo, l'orologio; sotto di esso, scritto in latino a grandi lettere, attira il passante un messaggio riferito alle ore: VULNERANT OMNES, ULTIMA NECAT, Tutte feriscono l'ultima uccide.

#### Le campane
Il campanile del duomo di Conegliano possiede un concerto di 4 campane più una piccola campana antica che viene suonata poco prima dell'inizio delle funzioni religiose. Le 3 campane minori del concerto danno il Segno per la S.Messa prefestiva e festiva, mentre la campana maggiore scandisce il tradizionale suono dei canonici delle ore 9.00 dal lunedì al sabato e l'Angelus delle ore 12.00, sempre dal lunedì al sabato.
Tale campana suona anche il venerdì alle ore 15.00 per ricordare la Morte di Cristo in Croce.
La suonata dell'Angelus alle 12.00, nei giorni festivi, è affidata alle tre minori.
Nelle solennità il concerto delle 3 campane minori è sostituito dal concerto delle 3 maggiori, mentre a Natale, Pasqua, nella ricorrenza di San Leonardo patrono di Conegliano (6 novembre), in occasione del Corpus Domini cittadino e per le ricorrenze importanti viene suonato il Plenum delle 4 campane.
- Il Campanone (o prima campana) si chiama "Maria", pesa quasi 2.000 kg e ha un diametro di circa 150 centimetri (nota Do3); è stato fuso la prima volta nel 1918 dalla Fonderia De Poli di Vittorio Veneto (attualmente funzionante a Revine Lago) e rifuso nell'anno 1940; reca le seguenti iscrizioni: "DEUM COLO, VIVOS VOCO, MORTUOS PLANGO, FULMINA FRANGO" (Invoco Dio, chiamo i vivi, piango i morti, rompo i fulmini).
- La Seconda Campana si chiama "Leonarda" ed è stata fusa dalla Fonderia De Poli nel 1921, durante l'Episcopato del Vescovo Eugenio Beccegato e l'Arcipresbiterato in Duomo dell'Arciprete Emilio Antoniazzi. Porta le seguenti iscrizioni:

"VETERES CAMPANAS DIE XV MAII MCMXVIII HOSTES AUSTRO-HUNGARI IMPIE DIRIPUERUMT AERE EX VICTORIA ITALIA MATER MUNIFICENTISSIME DIE XX JULII MCMXXI RESTITUIT BENEDICTO XV P.M. : VICTORIO EMANUELE III REGE, EUGENIO BECCEGATO EPISCOPO A EMILIO ANTONIAZZI ARCHIPRESBITERO"
- La Terza Campana si chiama "Ursula" ed è stata fusa dalla Fonderia De Poli nel 1921. In questa campana ci sono le seguenti iscrizioni: "TUA EST DOMINE MAGNIFICENTIA / ET POTENTIA ET GLORIA / ATQUE VICTORIA!".
- La Quarta Campana si chiama "Antonia" ed è stata fusa anch'essa dalla Fonderia De Poli nel 1921.

In tutte le quattro campane del concerto vi è anche la seguente iscrizione: "ME FREGIT FUROR HOSTIS AT HOSTIS AB AERE REVIXI ITALIAM CLARA VOCE DEUMQUE CANENS" (Il furore nemico mi ruppe, ma dal bronzo nemico risorsi per cantare a chiara voce l'Italia e Dio).
Sulla Seconda campana fu scritto CANES, probabilmente per errore.

## Interno

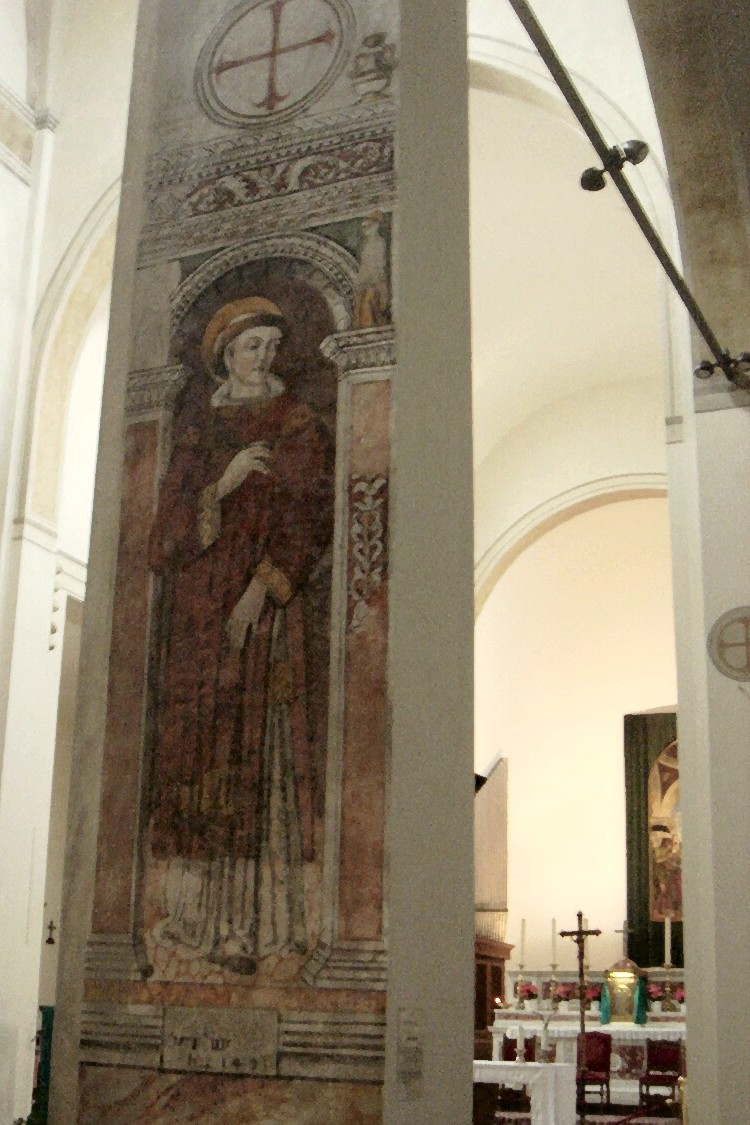
Affresco con San Lorenzo

### Le navate e l'abside
Internamente il Duomo, che riporta i segni di diverse epoche, è suddiviso in tre navate, divise da due file di quattro archi a sesto acuto sostenuti da colonne ioniche (poste tra i primi tre archi entrando dal portale) e pilastri; sopra gli archi corre una cornice dipinta e, sopra di essa, corrispondente a ciascun arco, c'è una monofora a tutto sesto. Infine, fanno da soffitto volte a crociera per navata.
Sia le volte sia gli archi conservano parzialmente i decori che nel XV secolo la coppia di artisti Jacopo Collet da Arten e Desiderio da Feltre (già autori di decori esterni) vi posero; di particolare rilievo, sul pilastro mezzano, sia di sinistra che di destra, ben restaurati restano due affreschi con raffigurazione di santo (riscoperte durante lavori novecenteschi): inserite entrambe nel contesto prospettico di un arco a tutto sesto e viste nella loro interezza, sono le figure di Santo Stefano (pilastro di sinistra) e San Lorenzo.
Dalla navata centrale un arcone a tutto sesto (sovrastato da un crocifisso ligneo) e tre gradini fanno da accesso al presbiterio sopraelevato. Esso, di epoca successiva alla parte sopra descritta, è coperto da volta a botte con aperture su entrambi i lati, che assieme all'intonaco bianco danno grande luminosità; la volta, retta all'estremità da pilastri, ha tra di essi due colonne, mettendo in comunicazione l'altare con la parte terminale delle navate minori. Tra le finestre e le colonne, trovano spazio una di fronte all'altra due piccole tele: sono opere veneziane dell'ambito di Palma il Giovane, che vanno sotto il nome di Profeta David e Profeta Isaia.
Dietro l'altare (costituito da un semplice tavolo rettangolare) poggiano su una struttura in marmo il tabernacolo e una fila di candelabri.

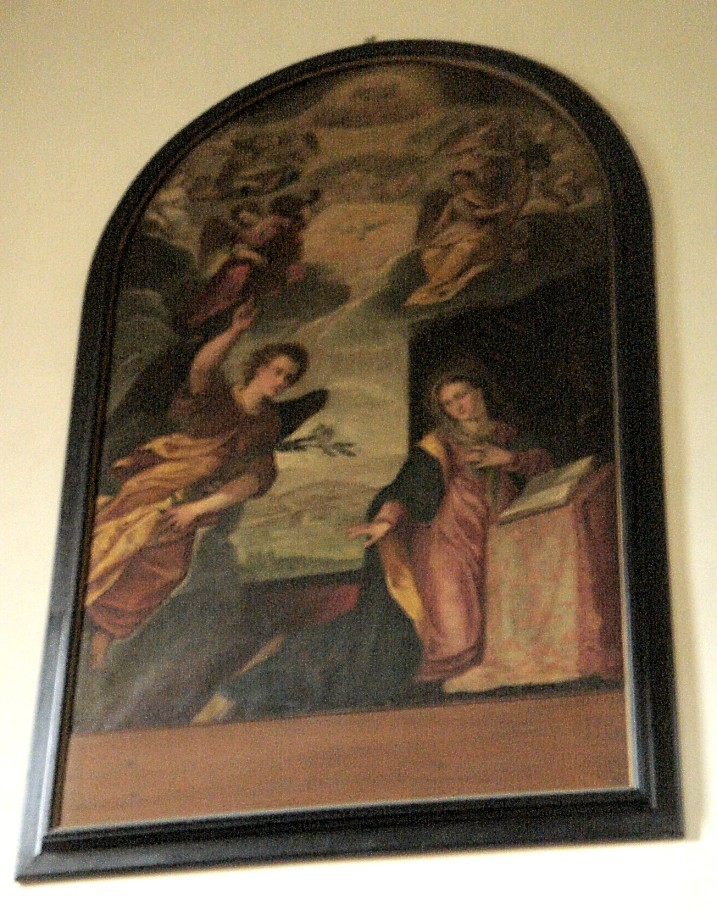
L'Annunciazione di Ludovico Pozzoserrato

Alle spalle del presbiterio ha spazio l'abside, priva di aperture, la quale ha appesa su un drappo verde della parete di fondo la Pala d'altare del Cima, un olio su tavola di grandi dimensioni che costituisce l'opera centrale tra i tesori del Duomo.

### Il patrimonio artistico

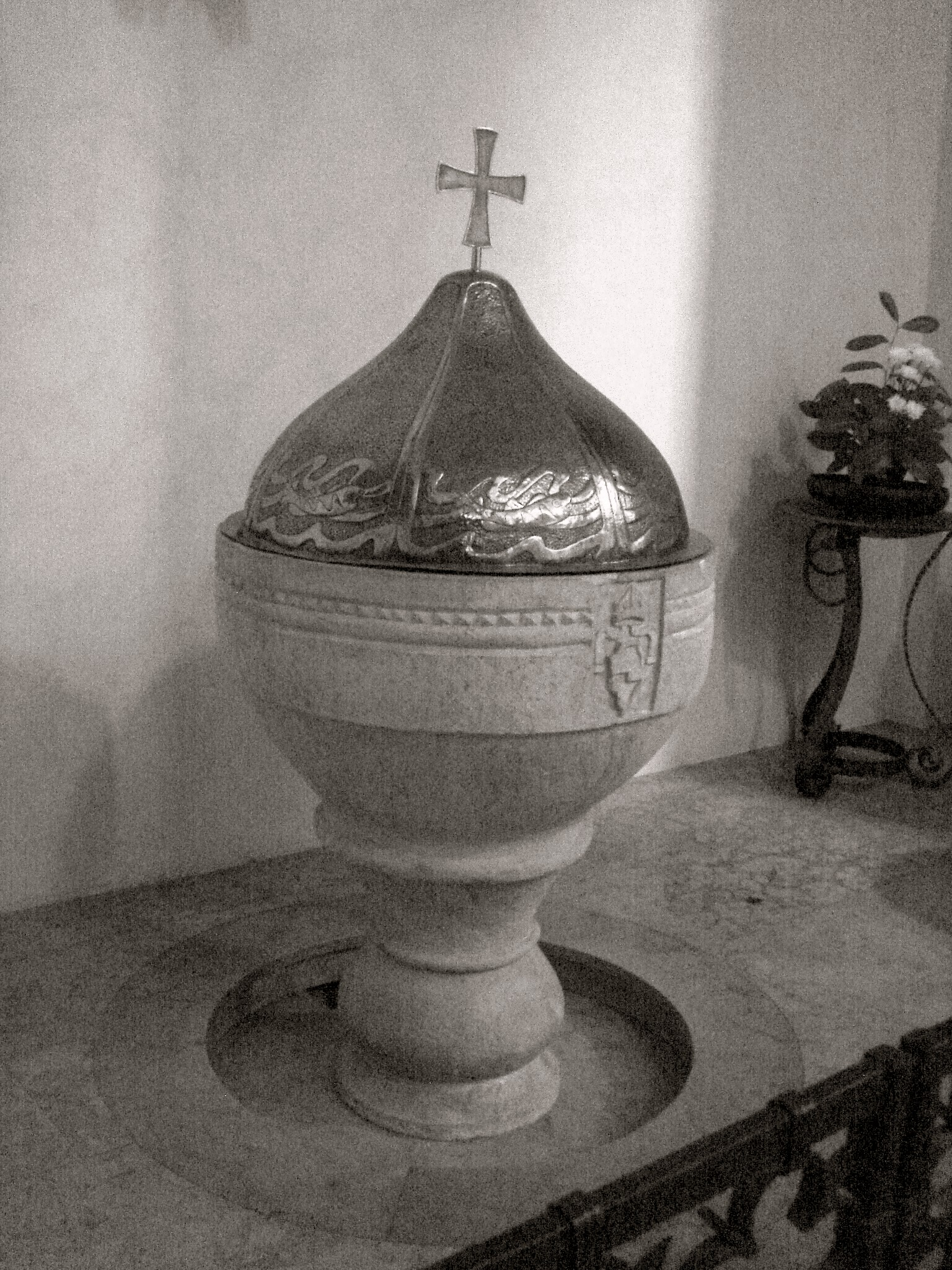
Il fonte battesimale

Gli altri lavori a olio del Duomo sono disposti soprattutto lungo le pareti delle navate esterne, opere di artisti di indiscussa fama:
- Palma il Giovane: il suo nome spicca sugli altri, autore della tela posta sopra il portale d'ingresso, sulla stessa parete dove entra la fioca luce del rosone: l'opera è Santa Caterina battezzata dall'Eremita, tela del 1585 per la chiesa di Santa Caterina di Venezia, portata a Conegliano nel primo Ottocento.
- Francesco Ruschi: di questo artista sono le tele di dimensioni medio-piccole poste ai lati del portale, Mosè calpesta la corona e Ritrovamento di Mosè.
- Francesco Beccaruzzi: l'artista coneglianese, autore dell'affresco esterno del portale, nel 1545 lascia alla sua città una grande pala per la chiesa del Convento di San Francesco (oggi demolita); tale pala, che va sotto il nome di San Francesco riceve le stimmate e santi, giunge in Duomo solo di recente (dopo numerosi spostamenti) da Venezia, (Gallerie dell'Accademia), ed è oggi appesa vicino all'ingresso, sulla navata destra. Il quadro si presenta diviso in due parti: una inferiore con sei santi (rispettivamente Ludovico di Tolosa, San Bonaventura, Santa Caterina d'Alessandria, San Girolamo, Sant'Antonio da Padova e San Paolo) e una superiore con, inserito in un paesaggio naturale, San Francesco nell'atto di ricevere le stimmate.
Di Beccaruzzi (attribuita) è anche San Marco tra San Leonardo e Santa Caterina d'Alessandria, opera minore del 1530, giunta in Duomo nel XVIII secolo.
- Francesco Frigimelica il vecchio: nella navata sinistra si trova Il battesimo di Cristo, opera del primo Seicento che ha coerentemente luogo nella cappella dove è posizionato il fonte battesimale. La tela raffigura, sotto un cerchio di angeli, il Cristo (a sinistra) immerso nelle acque del Giordano con il capo chino e le mani giunte, mentre Giovanni Battista col braccio destro alzato sta somministrandogli il battesimo.
- Ludovico Pozzoserrato: dell'artista belga, autore degli affreschi della Scuola dei Battuti, il Duomo contiene una grande tela con l'Annunciazione del secondo Cinquecento; sotto un cielo di angeli musicanti con al centro lo Spirito Santo in forma di colomba, l'Arcangelo Gabriele entra in scena da sinistra, ad annunciare la lieta notizia alla Vergine Maria, inginocchiata a destra davanti a un leggio, nell'atto di reagire tenendo la mano sinistra vicino al cuore; fra le due figure si apre uno sfondo nel quale si può riconoscere, abbracciato dal contorno sfumato dell'arco prealpino, un paesaggio collinare che richiama il coneglianese.

Nella chiesa vi sono anche delle opere scultoree di un certo valore:
- Altare di San Leonardo: l'opera del 1858 dello scultore di scuola canoviana Marco Casagrande è posta nella navata destra. Si tratta di un altare che occupa l'intera parete di una cappella laterale, in stile neoclassico: un'architettura architravata e percorsa da un fregio in bassorilievo è sostenuta da sei colonne corinzie, con al centro una porta chiusa, davanti alla quale si erge il santo patrono di Conegliano.
- Fonte battesimale: opera di un anonimo del XV secolo, fu portato in Duomo dalla chiesa di Arfanta, piccola località del comune di Tarzo; a confermare l'antichità del manufatto, sulla superficie marmorea c'è lo stemma di Niccolò Trevisan, vescovo della Diocesi di Vittorio Veneto tra 1474 e 1498.
È posizionato, secondo tradizione, all'ingresso, nella prima cappella a sinistra del portale.

### La Pala del Cima

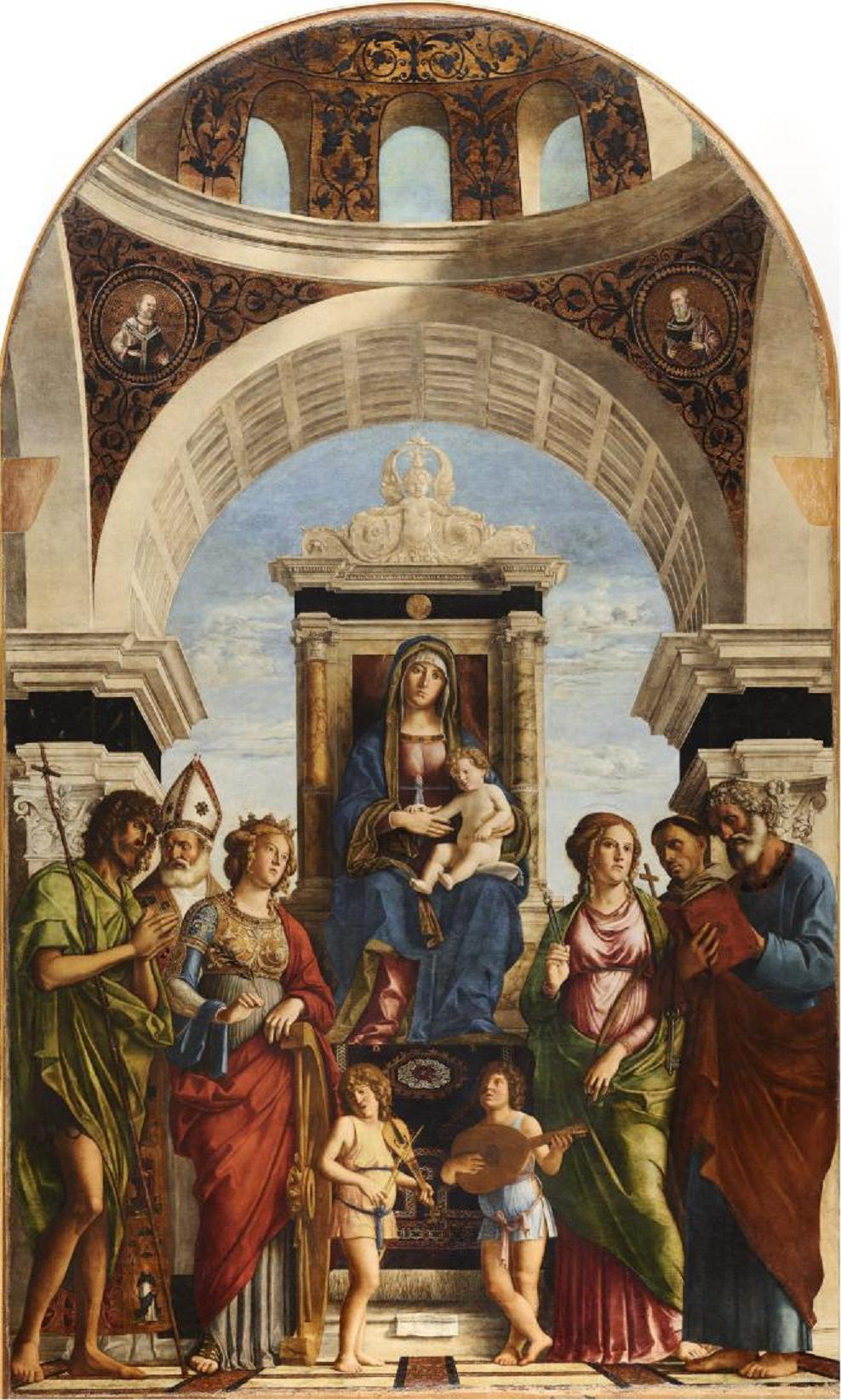
Giovan Battista Cima, Pala di Conegliano

La tavola che attira centralmente lo spettatore verso l'altare è l'unica opera del Cima da Conegliano ad essere conservata nella sua città natale; essa, rappresentante Madonna in trono col Bambino fra angeli e santi è frutto di una commissione realizzata nel 1492: a partire da questa data è sempre stata conservata in Duomo, essendo il dipinto più prezioso di cui la comunità può fare vanto.

## Sala dei Battuti e Sala del Capitolo

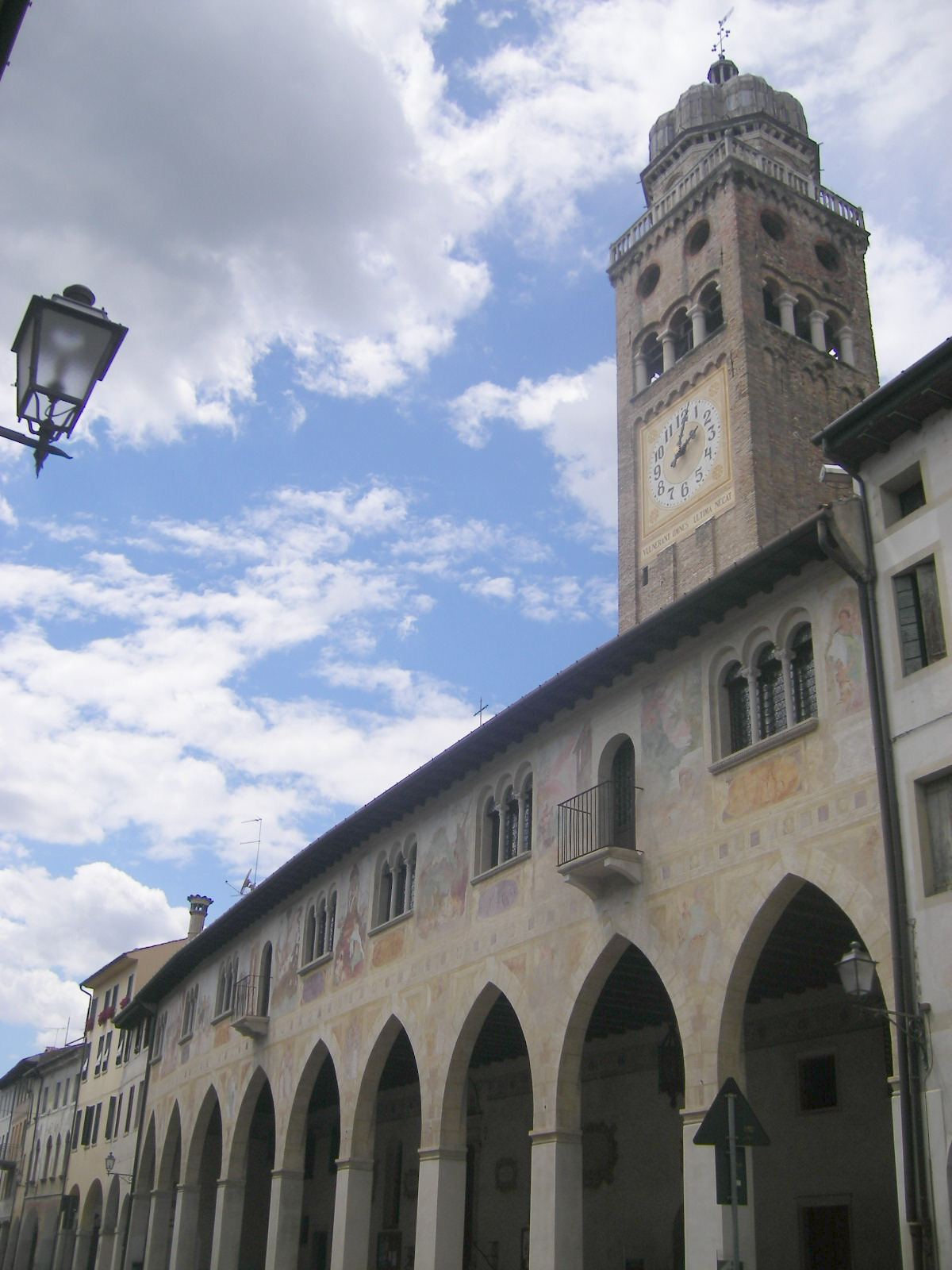
Le nove arcate ogivali della Scuola dei Battuti

Sede di una Scuola dei Battuti a partire dal Duecento, Conegliano si fregia di questo glorioso edificio e della relativa sala negli ultimi anni del XIV secolo, quando i Battuti, grazie a ingenti donazioni ricevute negli anni, possono permettersi, una volta ultimata la chiesa, anche la costruzione di un luogo di incontro a essi riservato.
Questa sarà la funzione dell'edificio nei secoli, sino al 1806, quando per decreto di Napoleone la scuola sarà soppressa, con sorte analoga a quella che avranno tutte le scuole di Venezia nei tre anni successivi.

### Esterni
La facciata dall'elegante stile romanico-gotico, incastonata tra i palazzi di via XX settembre, è di due piani e si caratterizza per il suo estendersi in lunghezza: infatti si allunga con un grande porticato aperto sulla via da nove arconi a sesto acuto, a cui corrispondono asimmetricamente nove aperture del primo piano, composte di sette trifore a tutto sesto, alle quali si interpongono in quarta e in ottava posizione due monofore con la sporgenza di un terrazzino.
Tutta la facciata nel 1593 si coprì di affreschi, ad opera del Pozzoserrato, e ancora oggi lo stato di conservazione è abbastanza buono, anche grazie ai numerosi recenti restauri e alla limitazione del traffico automobilistico in Contrada.
Le raffigurazioni del primo piano rappresentano figure e episodi biblici: nell'ordine, inquadrati e intervallati dalle monofore e dalle trifore, si possono distinguere Ester supplica Assuero, Davide e l'Arca di Dio, Raab nasconde gli esploratori ebrei, La Madonna salva il vascello che trasporta i Battuti, Salomone e la Regina di Saba; Diluvio Universale; Gedeone e il vello di lana; Visione di Giacobbe e Carità Cristiana.
Sotto a questi riquadri è dipinta una cornice geometrica che funge da marcapiano; nelle velette che si vengono a formare tra un arco e l'altro sono affrescate otto figure di sibille e profeti, circondate da altre decorazioni geometriche con rimandi all'architettura classica.

### Interni

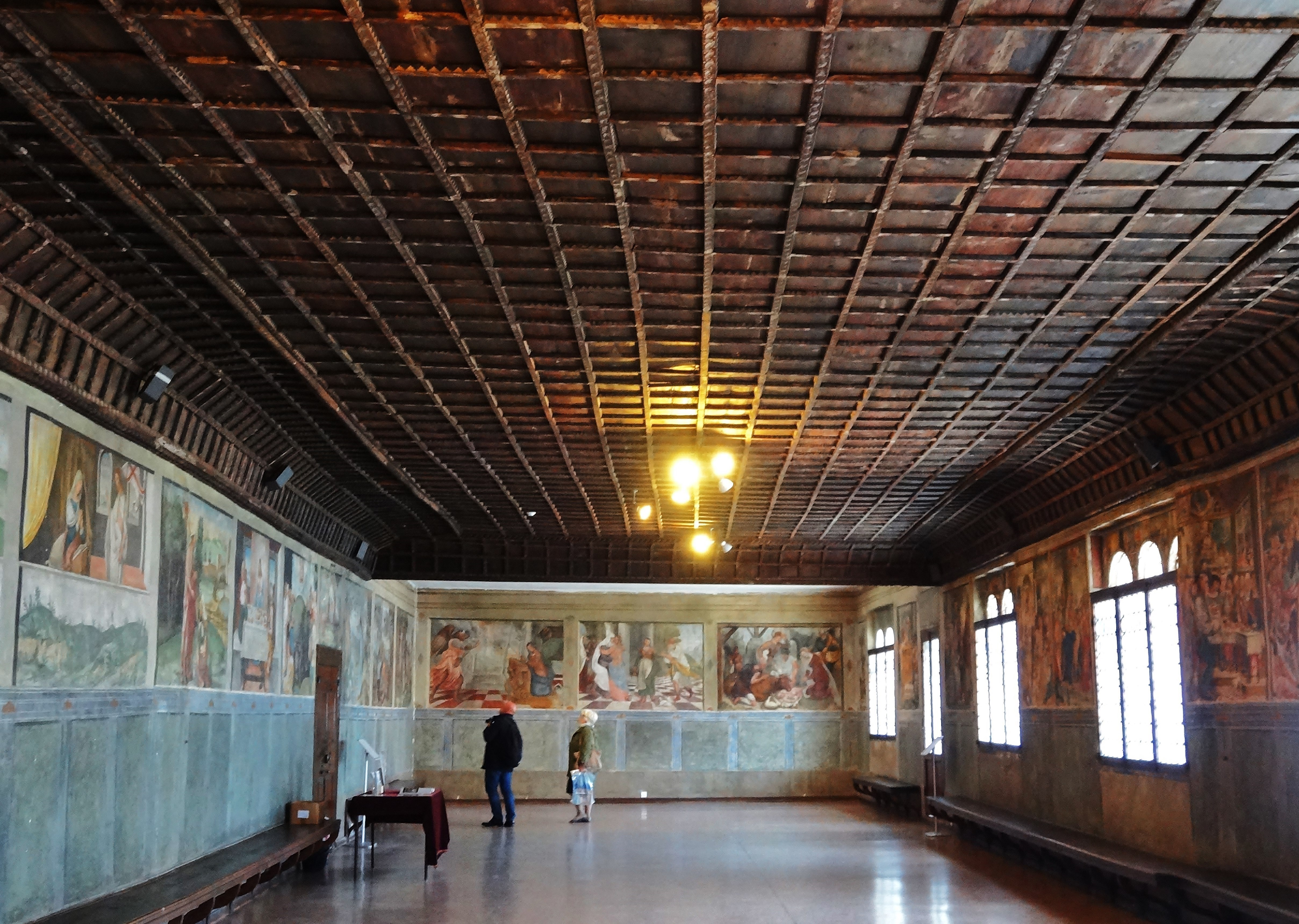
La Sala dei Battuti

Tutto il primo piano, corrispondente all'intera estensione del portico del piano terra, è occupato dalla Sala dei Battuti, luogo nel quale la confraternita riunita intorno alla Scuola dei Battuti, trovava il proprio punto di aggregazione. Questo spazio enorme, della vastità di circa 41 metri per 7, ha tutte le pareti suddivise in riquadri con affrescate scene a carattere religioso, dovute al genio di due artisti cinquecenteschi, il Pozzoserrato, già autore dell'affrescatura esterna, e Francesco da Milano, autorevole artista che vanta, tra i suoi lavori, i magistrali affreschi della volta della pieve della vicina Castello Roganzuolo.
I cicli pittorici, conseguentemente, sono due: il più antico è del Da Milano (1511) e le scene, tratte dal Vangelo sono nell'ordine seguente: Annunciazione, Visitazione, Adorazione dei pastori, Pastori, Presentazione, Adorazione dei Magi, Strage degli Innocenti, Fuga in Egitto, Nozze di Cana, Moltiplicazione dei pani e dei pesci, Resurrezione di Lazzaro, Ingresso a Gerusalemme, Ultima cena, Cattura, Salita al Calvario, Crocifissione, Discesa di Gesù nel Limbo, Resurrezione, Donne al Sepolcro, Santa Veronica tra i Santi Pietro e Paolo, Gesù appare alla Vergine, Noli me tangere, Cena di Emmaus; Ascensione di Gesù; Giudizio Universale.
Pozzoserrato invece dipinge a fine secolo, ma episodi che fanno da prologo a questi: Creazione del Mondo, I progenitori, Peccato originale. Si costituisce così un continuum completo che va dalla Creazione al Giudizio Universale.

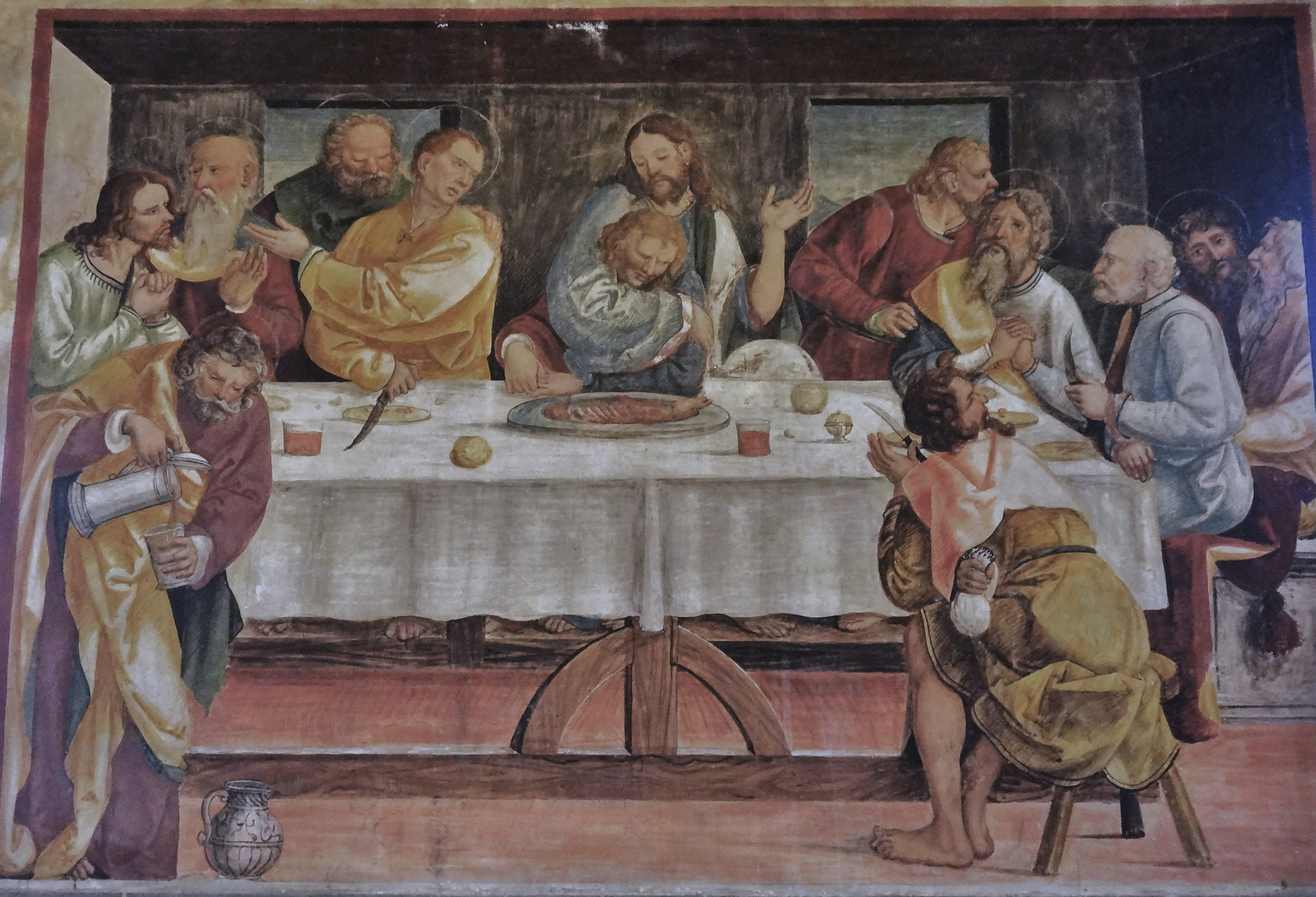
Da Milano, L'ultima cena
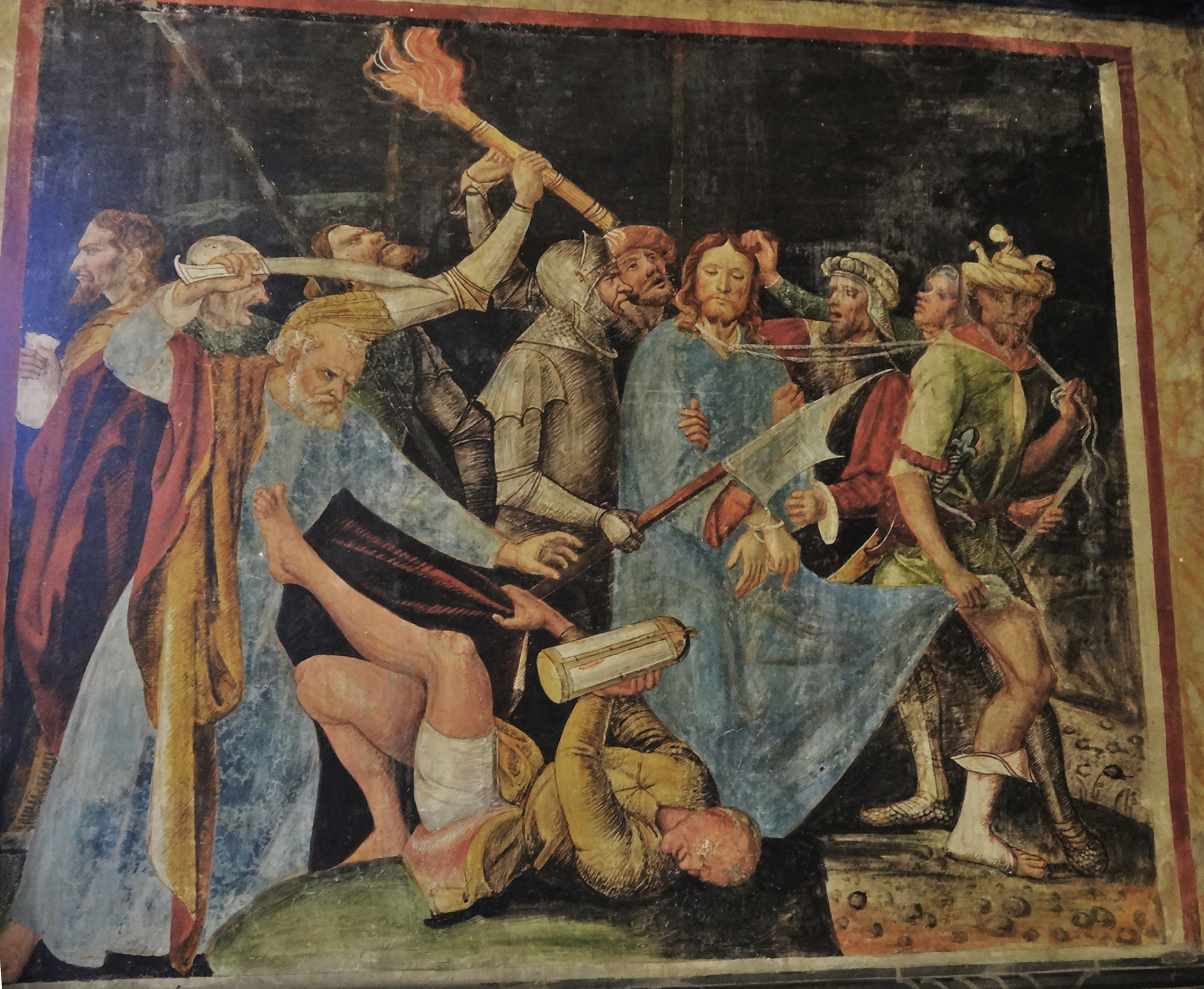
Da Milano, La cattura di Cristo
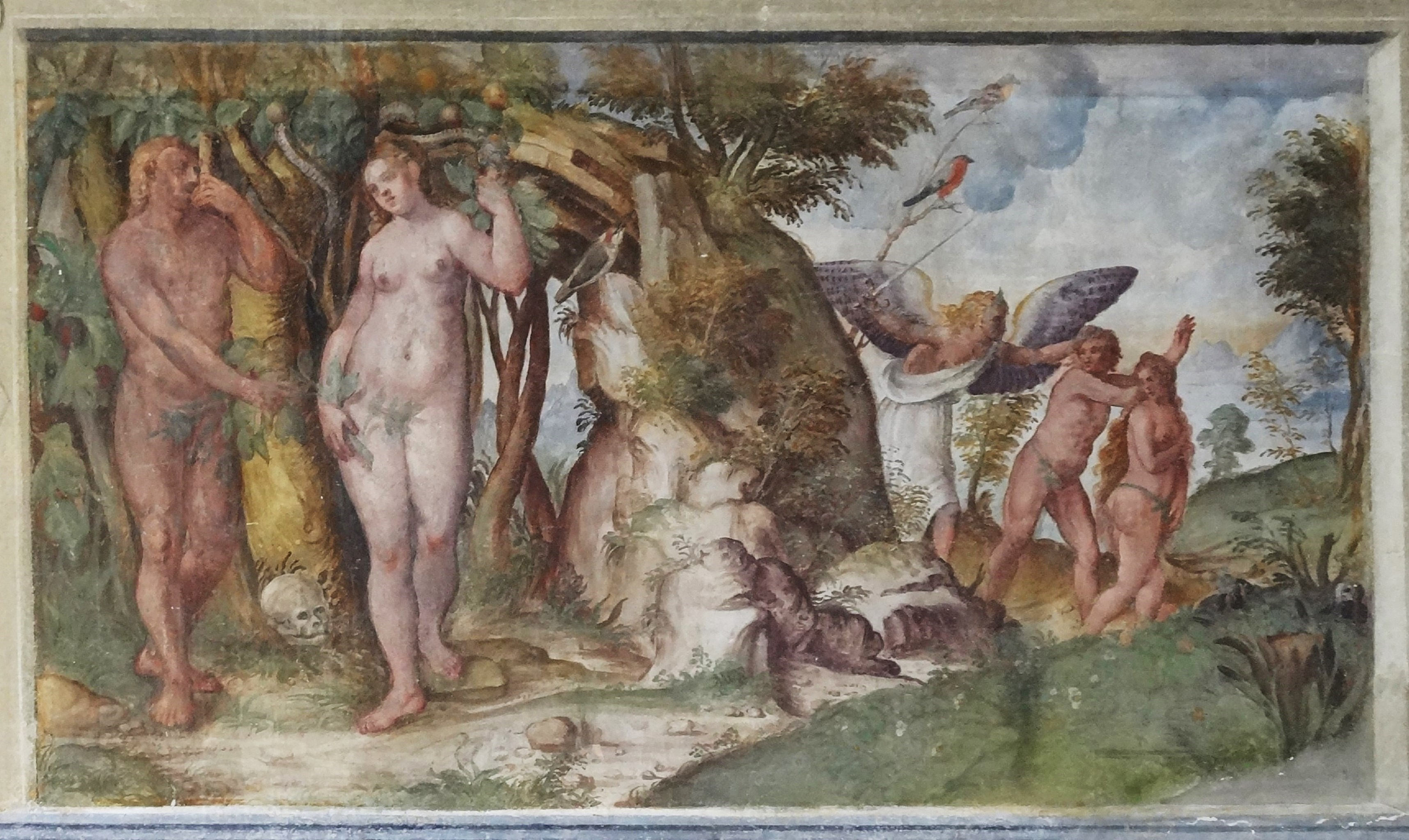
Pozzoserrato, Il peccato originale
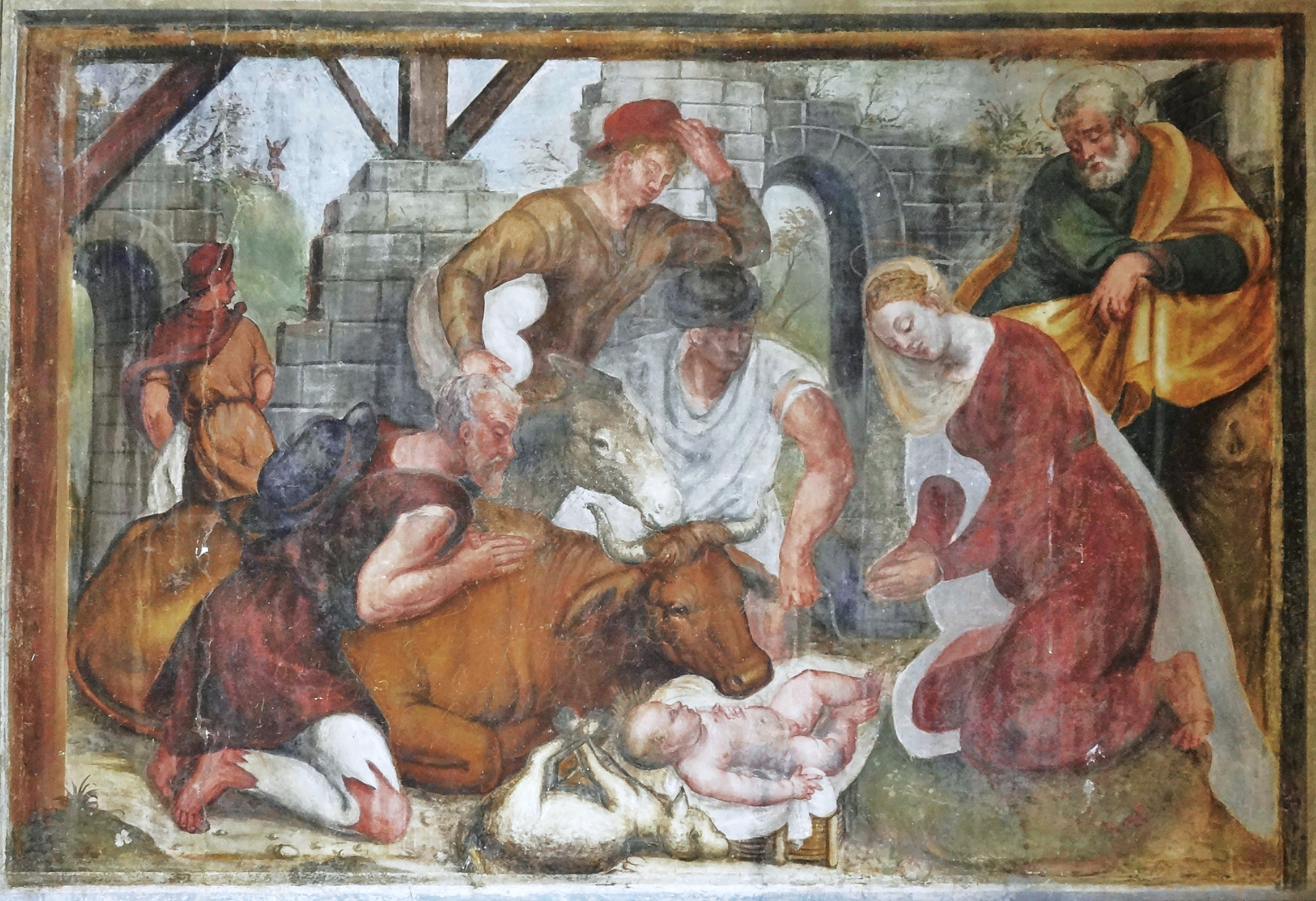
Pozzoserrato, Adorazione dei pastori

A fianco alla Sala dei Battuti vi è la Sala del Capitolo (nota anche come sala del caminetto), dove si riuniva l'assemblea della Confraternita. All'interno sono esposti cinque arazzi di manifattura fiamminga, risalenti al Cinquecento recentemente restaurati, e il tavolo in noce dei Presidenti della Scuola dei Battuti, del secolo XVI.